# Elmer Citro
Elmer Citro est une marque suisse de limonade gazeuse produite par Ramseier, l'usine est établie à Elm, dans le canton de Glaris, d'où son nom.

## Histoire
Oskar Schärli crée Elmer Citro en 1927. Il a mélangé l'eau de source d'Elm avec un sirop de citron.